# 861 Aida
861 Aida је астероид главног астероидног појаса са пречником од приближно 66,85 .
Афел астероида је на удаљености од 3,463 астрономских јединица (АЈ) од Сунца, а перихел на 2,812 АЈ. 
Ексцентрицитет орбите износи 0,103, инклинација (нагиб) орбите у односу на раван еклиптике 8,051 степени, а орбитални период износи 2030,438 дана (5,559 година). 
Апсолутна магнитуда астероида је 9,60 а геометријски албедо 0,057.
Астероид је откривен 22. јануара 1917. године.